# 义亭站
义亭站是金华轨道交通金义东线的一座车站，位于中华人民共和国浙江省金华市义乌市义亭镇国贸大道和铜川路十字交叉路口西南侧的绿地。本站于2022年8月30日投入使用。金义东线义乌段沿国贸大道布置，国贸大道系由原浙赣铁路义乌段改建而成的城市道路，曾设有义亭火车站。

## 车站结构
义亭站为高架两层路侧侧式站。
| 2层  | 侧式站台     | 侧式站台                                  | 侧式站台 | 侧式站台 |
|      |              | █ 金义东线往金华站方向 （下一站：东华街） |          |          |
|      |              | █ 金义东线往秦塘站方向 （下一站：官塘）   |          |          |
|      | 侧式站台     |                                           |          |          |
| 地面 | 站厅及出入口 | 票务服务、自动售票机、卫生间              |          |          |

### 出入口
义亭站共设有2个出入口。
| 编号          | 建议前往的目的地                   | 图片 |
| ------------- | ---------------------------------- | ---- |
| A             | 国贸大道、稠义路、车站西路、铜溪路 |      |
| B             | 国贸大道                           |      |
| 註： 设有电梯 |                                    |      |